# 陳士啓
陳士啓（1366年—1431年），名雷，江西泰和縣（今江西泰和）人。明朝初期政治人物。

## 生平
永乐二年（1404年）甲申科二甲第十一名进士，選為翰林院庶吉士，編撰《永樂大典》。升礼部郎中，累任山东右参政。后朱高煦叛变，陈士启密报朝廷，并清理山东军籍。宣德年间，死于任上。